# 453

## Evenimente
APAR  LUPTE INTERNE  ÎN IMPERIULUI HUN ÎNTRE ELLAC, DENGIZICH,  ERNAK 

## Decese
- Attila, rege al hunilor (n.c. 395)
- Pulcheria, regentă bizantină (n. 399)